# Хронична трауматска енцефалопатија
Хронична трауматска енцефалопатија (енгл. Chronic traumatic encephalopathy), познато и скраћено као ХТЕ (енгл. CTE), јесте термин који се у медицини користи за описивање дегенерације мозга вероватно узроковане поновљеним траумама главе.
Дијагноза хроничне трауматске енцефалопатије се поставља само на обдукцији проучавањем стања појединих делова мозга.
Хронична трауматска енцефалопатија је редак поремећај који још није добро схваћен јер није непосредно повезан са последицама трауме главе, већ се јавља у каснијем животу. Хронична трауматска енцефалопатија има сложену везу са траумама главе као што су упорни симптоми након потреса мозга и синдром другог удара који се јављају раније у животу.
Стручњаци још увек покушавају да схвате како поновљене трауме главе (укључујући и то колико повреда главе и тежина тих повреда) и други фактори могу допринети променама у мозгу које доводе до хроничне трауматске енцефалопатије .
Хронична трауматска енцефалопатија је откривена у мозгу људи који су играли амерички фудбал, хокеј на леду, бокс и друге контактне спортове. Може се јавити и код војних лица која су била изложена јаким експлозијама. 
Сматра се да неки знаци и симптоми хроничне трауматске енцефалопатије укључују потешкоће у размишљању (когницији) и емоцијама, физичке проблеме и друге облике понашања. Сматра се да се они развијају годинама до деценија након што се догоди траума главе.
Дијагноза хроничне трауматске енцефалопатија се не може поставити  током живота, осим код оних ретких особа са високим ризиком.  Истраживачи тренутно развијају дијагностичке биомаркере за хроничну трауматску енцефалопатију, али ниједан још није научно потврђен.
Истраживачи још не знају учесталост хроничне трауматске енцефалопатије у популацији и не разумеју њене узроке, а не постоји и адекватан лек за хроничну трауматску енцефалопатију. 

## МКБ-10
У међународној класификацији болести МКБ-10 ревизија из 2016. године хронична трауматска енцефалопатија  је означена као:
G93.8— Други означени поремећаји мозга (лат. Discordines cerebri specificati, alli)

## Етиологија
Понављајућа траума главе је вероватно узрок хроничне трауматске енцефалопатије. Играчки америчкога фудбала и хокеја на леду, као и војно особље које служи у ратним зонама, били су у фокусу већине студија  хроничних трауматских енцефалопатија, иако други спортови и фактори као што је физичко злостављање такође могу довести до понављајућих повреда главе.
Међутим, сви спортисти као и сви који доживе поновљене потресе мозга, укључујући војно особље, неће развијају хроничну трауматску енцефалопатију. Неке студије су показале да нема повећане инциденције хроничне трауматске енцефалопатије код људи изложених поновљеним повредама главе.
У мозгу особа са хроничном трауматском енцефалопатијом, истраживачи су открили да се око крвних судова накупља тау протеин. Накупљање тау протеина у хроничној трауматској енцефалопатији се међутим разликује се од акумулације тау протеина код Алцхајмерове болести и других облика деменције. Имајући ово у виду сматра се да хроничну трауматску енцефалопатије узрокује губитак делова мозга (атрофија).
Повреде делова нервних ћелија који проводе електричне импулсе такође утичу на комуникацију између ћелија.
Могуће је да људи са хроничном трауматском енцефалопатијом показују и знаке друге неуродегенеративне болести, укључујући:
- Алцхајмерову болест (дегенеративни мождани поремећај средњег или позног животног доба који уништава неуроне и везе у можданој кори што доводи до значајног губитка мождане масе),[6]

- амиотрофичну латералну склерозу (АЛС такође познату као Лоу Гехригова болест),[7]

- Паркинсонову болест ( дуготрајни дегенеративни поремећај централног нервног система који углавном погађа моторни систем),[8]
- фронтотемпоралну лобарну дегенерацију (познату и као фронтотемпорална деменција).[9]

## Фактори ризика
Сматра се да поновљено излагање трауматској повреди мозга повећава ризик од хронична трауматска енцефалопатија, али стручњаци још увек истражују могуће факторе ризика.

## Клиничка слика
Хронична трауматска енцефалопатија се не манифестује специфичним симптомима који су јасно повезани са овом болешћу. Неки од могућих знакова и симптома хроничнe трауматске енцефалопатије могу се појавити у многим другим условима. 
Код неколико људи са доказаним обликом хроничне трауматске енцефалопатије, знаци и симптоми су укључивали когнитивне промене, промене у понашању, расположењу и моторику.

### Когнитивно оштећење
Когнитивна оштећења карактеришу:
- Потешкоће у размишљању (когнитивно оштећење)
- Губитак памћења
- Проблеми са планирањем, организацијом и извршавањем задатака (извршна функција)

### Промене у понашању
Промене у понашању или бихевиорални симптоми су:
- Импулзивно понашање
- Агресија

### Поремећаји расположења
Поремећаје расположења карактеришу:
- Депресија или апатија
- Емоционална нестабилност
- Злоупотреба супстанци
- Самоубилачке мисли или понашање

### Моторни симптоми
Моторни симптоми су:
- Паркинсонизам
- Болест моторних неурона

Симптоми хроничне трауматске енцефалопатије се не развијају одмах након повреде главе, али стручњаци верују да се могу развити годинама или деценијама након поновљене трауме главе. 
Стручњаци тренутно верују да се симптоми хроничне трауматске енцефалопатије могу јавити у два облика. 
Први облик
Први облик хронична трауматска енцефалопатија се јавља у раном животу између касних 20-их и раних 30-их година, када може изазвати поремећаје менталног здравље и проблеме у понашању укључујући депресију, анксиозност, импулсивност и агресију. 
Други облик
Сматра се да други облик хроничне трауматске енцефалопатије изазива симптоме зантно касније у животу, око 60. године. Ови знаци и симптоми укључују проблеме са памћењем и размишљањем који ће вероватно напредовати до деменције.
Потпуна листа знакова које треба тражити код људи са хроничном трауматском енцефалопатијом на аутопсији је још увек непозната. Нејасно је какве симптоме, ако их има, хронична трауматска енцефалопатија може изазвати током живота. Тренутно се мало зна о томе како напредује хронична трауматска енцефалопатије.

## Дијагноза
Дијагноза хроничне трауматске енцефалопатије може се поставити тек након смрти, када обдукција може открити да ли су присутне  промене на мозгу карактеристичне за хроничну трауматску енцефалопатију.
Када се сумња на хроничну трауматску енцефалопатије, у дијагностици се може користити:
- детаљна медицинска историја болести,
- тестирање менталног статуса,
- неуролошки прегледи,
- снимање мозга и
- други тестови да би се искључили други могући узроци.[3]

Као и Алцхајмерова болест, хронична трауматска енцефалопатија укључује тау, протеин у нервним ћелијама који је повезан са деменцијом. Међутим, истраживачи су открили да хронична трауматска енцефалопатија има јединствен образац абнормалног накупљања тауа у ткивима око крвних судова који се разликује од других болести мозга које укључују тау протеин (укључујући Алцхајмерову болест).
Пошто су данас доступне боље технике снимања, студије почињу да показују да се хронична трауматска енцефалопатија разликује од Алцхајмерове болести. Потребно је више упорног истраживања, и велико искуство неуролога и неурохирурга, да би се у потпуности разумеле промене у мозгу које се јављају код хронична трауматска енцефалопатија и како је то повезано са деменцијом.

## Када посетити доктора
Сматра се да се хронична трауматска енцефалопатија развија током много година након поновљених повреда мозга које могу бити благе или тешке. Међутим, лекару се треба обратите у случају појаве следећег:
Суицидалне мисли
Истраживања показују да људи са хроничном трауматском енцефалопатијом могу бити под повећаним ризиком од самоубиства.  
Повреда главе
Обратите се свом лекару ако сте имали повреду главе, чак и ако вам није била потребна хитна помоћ. Ако је ваше дете задобило повреду главе која вас брине, одмах позовите лекара вашег детета. У зависности од знакова и симптома, ваш лекар може препоручити хитну медицинску негу.
Проблеми са меморијом
Обратите се свом лекару ако сте забринути за своје памћење или друге проблеме (нпр когнитивне) или понашање.
Промене личности или расположења
Обратите се свом лекару ако дође до депресије, анксиозности, агресије или импулсивности.

## Терапија
Не постоји адекватни третман за хроничну трауматску енцефалопатију, али се одређени лекови могу користити за привремено лечење когнитивних поремећаја (памћења и размишљања) и симптома понашања.
Ови болесници морају обавезно да се консулту  се са својим лекаром пре него што узму било који лек на рецепт или лек без рецепта. 

## Превенција
Већина истраживача сматра да се хронична трауматска енцефалопатија  може спречити јер је повезана са понављајућим потресима (траумамама) мозга. Појединци који су имали један потрес мозга вероватноће у животу имати још једну повреду главе.
Тренутна препорука за спречавање хроничне трауматске енцефалопатије је смањење блажих трауматских повреда мозга и спречавање додатних повреда након примарног потреса мозга.

## Истраживања
Неколико организација у Сједињеним Америчким Државама, укључујући Национални институт за неуролошке поремећаје и Институт за истраживање можданог удара и повреда мозга, улажу у истраживачке иницијативе како би сазнале више о хроничној трауматској енцефалопатији.
Удружење за Алцхајмерову болест је такође уложило више од 2 милиона долара у грантове за истраживање како би сазнало више о хроничној трауматској енцефалопатији.